# 日德蘭郵報穆罕默德漫畫事件

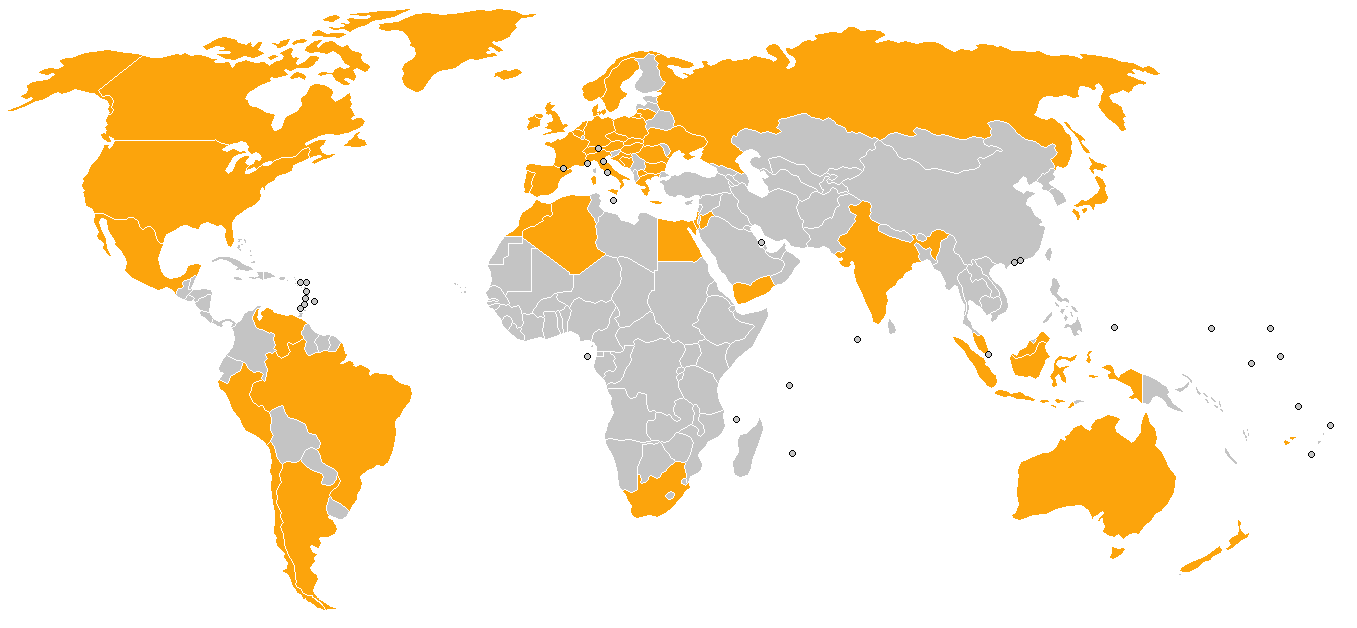
橘色表示轉載過這12幅漫畫的國家

日德蘭郵報穆罕默德漫畫事件（丹麥語：Muhammed-tegningerne）是2005年至2006年间由諷刺伊斯兰教先知穆罕默德的12幅漫画引起的系列新聞及政治事件。這些漫畫最初於2005年9月30日在丹麦銷量最大的日報《日德蘭郵報》上刊出，引發伊斯兰世界的強烈不滿。在伊斯蘭世界，刊登穆罕默德的圖像被認為是褻瀆的行為。因此，《日德蘭郵報》刊登的12副描繪穆罕默德的漫畫，导致穆斯林民众的抗议，也招致部分極端主義分子的恐怖威脅。
儘管丹麥政府譴責刊登这类漫画的行為，但也指出丹麥民族的诙谐特質，並強調捍衛民主與言論自由。隨後，丹麥、德國、瑞典、挪威、比利時、冰島及其他部分歐洲國家及美國的報紙也陸續刊登這些漫畫，立場同樣是捍衛言論自由。伊斯蘭世界的牴牾情緒與動作亦逐步升溫，該事件成為國際矚目的新聞及政治事件。

## 事件线索
- 2005年9月17日，丹麥《政治家報》（Politiken）以「批評伊斯蘭的深層恐懼」為題，報道丹麥作家哥勒·布律根在找尋畫家為他關於穆罕默德的兒童讀物繪畫插圖時，基於畫家恐懼遭受極端伊斯蘭教徒襲擊，而遇到困難。
- 9月30日，丹麦銷量最大的日報《日德蘭郵報》刊登了12幅描绘穆罕默德的漫画。該報的文化版編輯費林明·羅斯（Flemming Rose）表示，這是呼應布律根找不到插畫師的事。当天报社就接到几个以死威胁电话。
- 10月14日，3,500 人在《日德兰邮报》哥本哈根分社门前举行和平示威。漫画家当中的两人在接到死亡威胁后接受建议转入地下[1]。
- 10月19日，十一位伊斯兰国家的駐丹麦大使约见丹麦首相安諾斯·福格·拉斯穆森，希望他与《日德兰邮报》刊登的漫画以及丹麦媒体上的其他对伊斯兰教不友善的言论保持距离。首相以言论自由不得干预为理由谢绝会见这些大使。
- 10月20日，伊斯蘭團體向首相拉斯穆森表達不滿。
- 12月19日，二十二位退休丹麦大使批评首相拉斯穆森拒绝会见十一位伊斯兰国家大使。
- 2006年1月6日，丹麥日德蘭維堡地方檢察官決定就「公開汙辱宗教信條」、「藉個人信仰而汙辱特定族群」等兩項刑事罪名，免予偵查及起訴。該項決定的理由是，沒有足够理由質疑《日德蘭郵報》的行為對國家造成犯罪，同時言論自由必須得到保障[2]。
- 1月10日，挪威一报纸刊登了这些漫画。
- 1月26日，沙特阿拉伯召回駐丹麦大使以示抗議。
- 1月30日，有巴勒斯坦穆斯林武装份子闖入歐盟駐加沙辦事處，要求丹麦及挪威政府道歉。
- 1月31日，《日德蘭郵報》主編卡斯田·尤斯特（Carsten Juste）發表公開信致歉。
- 2月1日，德国、法国、意大利及西班牙等多個國家的報張也跟著转载这些漫画。《法國晚報》甚至以頭版刊登一則漫畫揶揄四大宗教的神祇。
- 2月2日，穆斯林武装份子在巴勒斯坦加沙地带劫持了欧盟办事处一名德国籍工作人员。
- 2月3日，印度尼西亚的抗议人群洗劫了丹麦大使馆所在的高层建筑大堂。在苏丹达富尔地区、巴基斯坦和巴勒斯坦的欧盟观察员让丹麦和法国籍工作人员撤离。
- 2月4日，丹麦、挪威驻叙利亚首都大馬士革的領使馆被抗议者纵火焚烧。同日，梵蒂冈罕有地發表聲明，譴責歐洲傳媒刊載有關漫畫，表示言論自由不等於「可以冒犯他人信仰的自由」。
- 2月5日，丹麦驻黎巴嫩首都贝鲁特的领事馆被抗议者纵火焚烧。
- 2月6日，法國巴黎有約1000人遊行抗議穆罕默德漫畫，法國總理譴責國際上因抗議有關漫畫而造成的暴力事件，但呼籲國際社會尊重和忍讓不同信仰。雅加達、印尼各地亦有遊行活動，而阿富汗的示威裏則因軍警發射子彈及催淚彈驅散群眾造成4死19傷。同日，伊朗政府宣佈中斷與丹麥的所有貿易。奧地利駐伊朗首都德黑蘭的大使館遭抗議者投擲汽油彈。
- 2月7日，埃及、白沙瓦、巴基斯坦有數以千計的學生就漫畫事件作出抗議。尼日利亞、菲律賓亦有和平遊行。激進伊斯蘭教組織塔利班則呼籲伊斯蘭教徒發動聖戰。英國加地夫大學的學生報編輯則因刊出漫畫而被停職。
- 2月8日，法國政治諷刺週報查理周刊刊出12幅漫畫外，更加上一幅新漫畫，寫着「被白癡愛上真倒霉」。儘管法國的伊斯蘭團體曾嘗試於事前阻止，卻無功而還。
- 2月9日，阿富汗警方向試圖衝入一個美軍基地的抗議者開槍，造成3死20傷。
- 2月10日，肯亞警方在對漫畫事件的示威中開槍，造成最少一人受傷。而亞洲則有數以萬計的人抗議。英國、法國、丹麥駐德黑蘭的大使館，則遭汽油彈和石塊攻擊。
- 2月14日，巴基斯坦成千上万抗议漫画的示威者与警方发生冲突。当拉合尔的一家银行遭到抗议者的攻击时，安全保卫人员开枪，造成两名抗议者丧生[3]。马来西亚国内安全部宣佈吊销该国第二大中文夜报《光明日报》夜报出版许可证两週，以处罚该报刊登一张外电的照片，显示一名读者正在阅读一份登有漫画的报章[4]。此外，意大利右翼的體制改革部長羅拔圖·卡爾代羅利（Roberto Calderoli）穿着印有漫畫的T裇上電視。
- 2月15日，大约七万名群众在巴基斯坦西北部城市白沙瓦游行示威。一些群众抢掠挪威电信公司办事处，并焚烧肯德基快餐店和电影院。该市的暴力示威造成两人死。一名面部中枪的八岁男童；一条被子弹击断掉下来的高压电线造成一名25岁的男子触电而死[5]。伊朗糕饼师协会下令将丹麥酥餅（Danish pastries）改名为“先知穆罕默德玫瑰饼”[6][7]。
- 2月16日，欧洲议会通过决议谴责与漫画风波有关的暴力行为。声明欧盟和丹麦以及其他所有受到暴力影响的国家站在一起，进而声明，穆斯林们也许受到这些漫画的冒犯，有权利和平示威抗议。然而，言论自由是绝对的，不受任何审查的影响[8]。意大利部長卡爾代羅利穿着漫畫上衣一事，導致利比亞的騷亂，逾千人在意大利領事館外抗議，警方開槍鎮壓，造成最少16死50傷，死者包括利比亞人和被暴徒毆打致死的基督徒[9]。大约4万人在巴基斯坦卡拉奇参加和平示威游行，焚烧丹麦首相模拟像[10]。
- 2月17日，香港几千名穆斯林在尖沙咀游行示威，抗议欧洲报纸刊登讽刺先知穆罕默德的漫画[11]。巴基斯坦召回驻丹麦大使紧急磋商，丹麦关闭驻巴基斯坦使馆[12]。白沙瓦阿訇Maulana Yousaf Qureshi悬赏125000美元杀死漫画家。赏金后来增加到一百万美元[13]。
- 2月18日，利比亞的騷亂過後，意大利卡爾代羅利因壓力辭職，而利比亞內政部長被停職，當地警方則在騷亂中拘捕了110多人[14]。另外，尼日利亞的暴力事件中，有16人喪命，當中不少是基督徒，11間教堂被縱火[15]。英国一万人穆斯林在伦敦特拉法加广场举行了抗议示威[16]。
- 2月21日，伊斯蘭會議組織秘書長伊沙諾魯（Ekmelettin Ihsanoglu）表示任何對漫畫家的狙殺令皆違反伊斯蘭教義，認為狙殺令是非伊斯蘭的，勸穆斯林避免暴力抗議，同時對一些報紙與政府向穆斯林道歉失敗表示遺憾，拒絕它是言論自由議題的辯護[17]。此外2月22日，尼日利亞紅十字會表示當地暴力活動猖獗。漫畫事件引發基督徒與穆斯林间的衝突，至今當地已有最少24人死[18]。
- 3月10日，丹麦外交部在哥本哈根主持了一次由穆斯林和基督教学者参加的会议，以便改善同穆斯林世界的关系[19]。

## 日德蘭郵報刊載漫畫當日報導內容
2005年9月30日，《日德蘭郵報》刊登了一則標題為「穆罕默德的臉孔」（丹麥文：Muhammeds ansigt），裡面有12幅諷刺漫畫並附上註解。日德蘭郵報的文化版主編費萊明·羅賽（Flemming Rose）評註如下：
有些穆斯林拒絕接受非宗教性的現代化社會，他們堅持自己宗教特殊的感受與生活方式。然而這樣的堅持卻與民主精神格格不入，而且與言論自由背道而馳。在言論自由底下，我們會隨時要準備好去接受嘲諷、侮辱、或是戲謔。许多迹象表明，我们正在接近一条自律的滑梯，无人知晓将伊于胡底……有鉴于此，《日德兰邮报》向丹麦插图画家协会约稿，画出心目中的穆罕默德形象。

### 圖片說明
以順時鐘方向，從11點鐘方向開始看：
- 伊斯兰教的芒星和彎月構成穆罕默德的臉。

《穆罕默德的臉孔》——引發該次衝突的漫畫，最初於2005年9月在《日德蘭郵報》刊發。更清晰的圖像可見此處 。

- 穆罕默德的頭巾上有個引線已經點著的炸彈，上頭寫著伊斯兰教條。這幅被認為是12件作品中最具爭議性的。
- 把伊斯兰教的彎月橫掛在穆罕默德的頭上。彎月中間部分被蓋住，像魔鬼的角。
- 伊斯兰教的彎月和猶太教的大衛之星構成抽象的臉形，旁邊的詩句意思是：「先知你這瘋小子，拿著枷鎖捆女子！」
- 夕陽西下，隻身在沙漠流浪的穆罕默德背後跟著一頭驢子。
- 畫家一邊戰戰兢兢地畫穆罕默德，一邊不安地偷看背後。
- 拿著彎刀和炸彈的兩個憤怒的穆斯林衝過來，而穆罕默德告訴他們：「放輕鬆點，老兄！只是某個南日德蘭的異教徒畫的圖罷了！」（“南日德蘭”給丹麥人的感覺是“無關緊要的偏僻地方”。）
- 一個阿拉伯模樣的男孩指著黑板，上面用波斯語寫著：「《日德蘭郵報》的編輯群只是一堆嘴賤的保守派。」旁邊指示這個男孩是“穆罕默德，瓦爾比小學，7A”，暗示他是移居丹麥的二代移民，而非伊斯蘭教的創立者。男孩衣服上寫著「未來」。
- 手持彎刀的穆罕默德準備要去打仗，眼睛部份被黑條擋住；隨從是兩個用傳統伊斯蘭面紗蒙面的女人，只露出眼睛。
- 穆罕默德站在雲端，對著已經犧牲的自殺炸彈客高喊：「停！停！我們的處女不夠了！」諷刺伊斯蘭教給予殉教者的承諾。
- 一顆柳丁掉在丹麥作家哥勒·布律根的頭巾上，柳丁上寫著「作秀」，手上拿著一個像是孩童所畫的穆罕默德像。（因為哥勒·布律根 的新作《〈古蘭經〉和先知穆罕默德的一生》（Koranen og profeten Muhammeds liv）缺乏插圖，《日德蘭郵報》便徵求40位插畫家去畫穆罕默德像，最後選出12件作品，並釀成劇烈爭議。「頭巾上的柳丁」就是丹麥語「倒楣」的意思。）
- 中間圖：七個嫌疑犯一字排開，證人說：「嗯......我指認不出來。」而這些人並不是很容易可以立即辨認，從左到右分別是：(1) 一個嬉皮士、(2) 丹麥人民黨黨主席皮婭·凱爾高（Pia Kjærsgaard）、(3) 似乎是耶穌、(4) 似乎是佛陀、(5) 似乎是穆罕默德、(6) 印度教賢者、(7) 哥勒·布律根。

## 后续反应
穆罕默德漫畫的问题影响深远。瑞士神学家汉斯·屈恩认为西方应该为漫画作者应该负起何等责任而反思，而阿拉伯世界同样亦应该為其暴力行為而反思。另外，《為什麼要民主？》紀錄片系列的其中一部紀錄片《血腥漫畫》（英語：Bloody Cartoons）就是以此事件作為其主題。
2008年初，巴基斯坦又因此事发生了系列抗议活动。巴基斯坦政府也因此下令互联网服务供应商屏蔽了视频分享网站YouTube。